# Duilio Forte
 (octobre 2011).
Si vous disposez d'ouvrages ou d'articles de référence ou si vous connaissez des sites web de qualité traitant du thème abordé ici, merci de compléter l'article en donnant les références utiles à sa vérifiabilité et en les liant à la section « Notes et références ».
Pour les articles homonymes, voir Forte.
Duilio Forte (né le 5 novembre 1967  à Milan) est un artiste et architecte italien d'origine italo-suédoise.

## Biographie
Il reçoit en 1994 son diplôme en architecture de l'École polytechnique de Milan. Il remporte la même année le premier prix de San Carlo Borromeo à La Permanente de Milan sous le jury d'Achille Castiglioni et de Giancarlo De Carlo, avec son sauna Ekeberg fabriqué en Suède.
Il fonde en 1998 l'Atelier Forte, un laboratoire de recherche en architecture et en sculpture qui traite de la conception et de la production d'œuvres artistiques et architecturales.
Depuis 2003, il organise un atelier annuel sur l'art et l'architecture en Suède appelé Projet Stuga, près de la ville de Grythyttan.
Il est depuis 2005 membre de l'Association des architectes suédois.
Il participe à la 11e Exposition internationale d'architecture de Venise (2008) avec l’œuvre de Sleipnir Venexia.
C'est le 12 février 2009, pour le 200e anniversaire de la naissance de Darwin, que Duilio Forte écrit le Manifeste Arkizoic, le style architectural caractérisé par la combinaison de l'architecture et Anemos, le souffle de vie.
Il participe à la 12e Exposition internationale d'architecture de Venise (2010) avec l’œuvre Sleipnir Convivalis,.

## Manifeste ArkiZoic
Le style ArkiZoic est déterminé par la règle (points 1-4) et la forme (points 5-8)
1. Méthode : Le style ArkiZoic découle de l'application de la méthode heuristique, de l'utilisation de l'analogie, du symbole et de la métamorphose. Il cherche la rigueur dans la méthode, mais de l'imprécision dans le résultat. Ses racines se trouvent dans les mathématiques, les nombres de Fibonacci et les proportions d'or.
2. Évolution : Le style Arkizoic se développe selon l'évolution naturelle, par le respect de la tradition, l'exploitation du hasard et la sélection naturelle.
3. Mathématiques : Le manifeste Arkizoic voit les mathématiques comme le principe d'ordre dans la nature, un principe appuyé par l'étude de la conduite des nombres de Fibonacci dans les proportions d'or. Il observe en particulier les analogies entre la figure humaine et la nature objective.
4. Représentation : La forme ArkiZoic ne peut être représentée par une conception géométrique, les cadres sont des croquis qui véhiculent l'émotion du projet. Les dessins sont produits à la fin de la réalisation.
5. Structure : La complexité est typique aux êtres vivants, les formes les plus connues étant le résultat de millions d'années d'évolution. La lecture du travail ArkiZoic observe un enregistrement musical de plusieurs mélodies, le rythme provient de la fréquence des éléments adjacents et de la possibilité d'une continuité idéale. Les projets Arkizoic ont une articulation et sont construits de sorte qu'ils ne peuvent jamais vraiment être considéré comme terminés.
6. Symétrie : Les formes naturelles sont liées à la notion de symétrie imparfaite. L'ordre est déterminé par le principe de symétrie, mais l'adhésion parfaite de ce principe n'est pas contraignant, mais plutôt la perception troublante.
7. Matériaux : La forme ArkiZoic utilise uniquement les matériaux naturels et traditionnels. Il n'y a rien de préfabriqué, d'artificiel ou de recyclé. Les matériaux nécessitent un entretien, montrent des signes évidents d'âge et de travail et sont rudes.
8. Décoration : La forme ArkiZoic utilise la décoration au niveau de profils, de surfaces et de points. Elle est inspirée par la nature, le règne animal et végétal, et la tradition.

## Source de traduction
- (it) Cet article est partiellement ou en totalité issu de l’article de Wikipédia en italien intitulé « Duilio Forte » (voir la liste des auteurs) dans sa version du 31 août 2011.